# Stahlnetz: Die Zeugin im grünen Rock
Die Zeugin im grünen Rock  ist der 10. Kriminalfilm der Fernsehreihe Stahlnetz. Die deutsche Erstausstrahlung erfolgte am 6. April 1960 im Ersten Programm der ARD.

## Handlung
Am Silvesterabend entdeckt Bertha Kurz die Leiche des Rentners Walter Politz. Er wohnt in einer Laubenkolonie, sie selber seit dem 1. September zur Untermiete in einem Anbau auf dem Grundstück. Von Beginn an macht sich Frau Kurz durch ihr Verhalten und widersprüchliche Aussagen verdächtig. So habe sie Politz zwar den Haushalt geführt, doch am 26. Dezember sei eine junge Frau zu ihm gezogen, von der Politz zwar in der Vergangenheit schon öfter Besuch bekommen hatte, die  jedoch nie über Nacht geblieben sei. Seitdem will Frau Kurz ihren Vermieter nicht mehr gesehen haben. In der Post des Toten befindet sich ein ungeöffneter Eilbrief vom 28. Dezember, der um 20 Uhr abgestempelt wurde. Es ist also davon auszugehen, dass Politz zu dem Zeitpunkt bereits tot war. Von der jungen Frau ist nur der Vorname Waltraud bekannt und die Tatsache, dass sie stets einen grünen Rock trug. Nach übereinstimmenden Zeugenaussagen wurde Waltraud zuletzt am 28. Dezember gesehen, als sie um die Mittagszeit das Haus von Politz verließ, er selber lebte um 17 Uhr nachweislich noch, so dass die Frau als Täterin ausscheidet. Nach ihr wird nun mit Hochdruck als Zeugin gefahndet. Hinweise erhofft sich die Kriminalpolizei auch vom Vormieter Heinz Dörfler, einem Musiker, doch sein Aufenthaltsort ist unbekannt. Merkwürdig ist auch die Tatsache, dass das Mordopfer noch am 27. Dezember für 76 D-Mark verschiedene Fleisch- und Wurstwaren gekauft hatte, im Haus aber praktisch nichts Essbares gefunden wurde.  
Bertha Kurz gerät nun zunehmend ins Visier der Ermittlungen. Zum einen hatte Politz ihr zum 1. Januar gekündigt, zum anderen ist sie aktenkundig. Im Jahr 1939 war sie wegen Mordes an ihrer Tochter zu 15 Jahren Zuchthaus verurteilt worden. Kommissar Brandis lässt sie daraufhin verhaften. Im Haus von Politz entdeckt er einen handgeschriebenen Zettel mit Namen und Adresse der Frau mit dem grünen Rock, ihr vollständiger Name ist Waltraud Schwade. Die angegebene Adresse existiert zwar, doch zur Überraschung der Ermittler ist das Grundstück unbebaut. Bei Frau Kurz wiederum findet sich ein Schreiben ohne Absender an Frau Schwade, nach dem deren Mutter verstorben sei und sie am 30. Dezember zur Beisetzung nach West-Berlin kommen möge. Die Tatverdächtige macht bei weiteren Vernehmungen durch Kommissar Brandis nachweislich falsche Aussagen, auch wie das Blut des Toten an ihren Rock gekommen ist, kann sie sich nicht erklären. 
Der Fall erhält eine überraschende Wendung, als der Kriminalbeamte Hartwig einen Straßenbahnschaffner wegen zweier Fahrkarten befragt, die bei Politz gefunden und am 26. Dezember gelöst wurden. Zwar kann er weder Walter Politz noch Bertha Kurz anhand von Fotos identifizieren, aber auf die Frage nach einer blonden Frau namens Waltraud mit einem grünen Rock, meint der Schaffner, dass die Beschreibung auf eine junge Dame mit Namen Helga passen könne, die öfter sein Fahrgast sei. Auch die Straße kann er Hartwig nennen. Befragungen in der Nachbarschaft führen die Beamten schließlich zu Helga Überlinger, die häufig bei ihrer Schwiegermutter zu Besuch ist. Dort befragt, gibt Helga an, nicht zu wissen, dass sie gesucht werde, auch vom Tod Politz‘ erfahre sie erst jetzt, da sie keine Zeitung lese. Sie sagt weiter aus, dass Politz sie reingelegt habe. Er habe ihr Geld versprochen, aber nur mit Lebensmitteln abgespeist. Deshalb habe sie den Brief wegen der Beerdigung geschrieben, um der Forderung nach Geld Nachdruck zu verleihen. Politz sei hart geblieben und sie habe das Haus verlassen. Allerdings bestreitet sie, einen grünen Rock zu besitzen. Brandis glaubt ihr nicht und lässt sie von seinen Mitarbeitern beschatten. Tatsächlich verlässt die Frau am Abend das Haus, geht zum Bahnhof und entnimmt einem Schließfach ein Päckchen. Die Beamten, die sie verfolgt haben, finden darin den grünen Rock. Helga Überlinger gesteht daraufhin den Mord an Walter Politz, letztendlich wegen eines Betrages von 25 D-Mark.

## Sonstiges
Wie so häufig, wird der Folgentitel nicht genannt. Die Bauten schuf Albrecht Becker. Jürgen Roland hat zu Beginn einen kurzen Auftritt als Beamter in der Einsatzzentrale. Der Off-Sprecher ist Richard Lauffen als Kommissar Brandis.
Der vom Kriminalbeamten Hartwig befragte Straßenbahnschaffner heißt Wieberitz. Dies war der Name des weiblichen Opfers in der Folge 4, Die Tote im Hafenbecken. Er gibt an, die Gesuchte wohne in der Völzstraße. Der Beamte Hartwig wird von Wolfgang Völz gespielt.   
Die Folge ist in einer 2013 erschienenen DVD-Box mit sämtlichen Stahlnetz-Folgen enthalten.